# Mitsubishi Maven
Mitsubishi Maven – samochód osobowy typu MPV produkowany przez japońską firmę Mitsubishi od roku 2005 z przeznaczeniem na rynek indonezyjski. Dostępny jako 5-drzwiowy minivan oparty na Suzuki APV. Do napędu użyto silnika R4 o pojemności 1,5 litra i mocy 87 KM. Napęd przenoszona jest na oś tylną poprzez 5-biegową manualną skrzynię biegów.

## Sprzedaż
| Rok  | Wielkość sprzedaży |
| ---- | ------------------ |
| 2004 | 11                 |
| 2005 | 1175               |
| 2006 | 632                |
| 2007 | 821                |

(Źródło: Facts & Figures 2008, Mitsubishi Motors website)